# Bonprix
Bonprix is een Duits postorderbedrijf en webwinkel dat zich voornamelijk richt op kleding. Het bedrijf is gevestigd in Hamburg en maakt deel uit van de Otto Group.
Als leverancier van meerdere kanalen exploiteert het bedrijf online winkels, mobiele winkels en postordercatalogi.

## Geschiedenis
Bonprix werd in 1986 opgericht door Hans-Joachim Mundt en Michael Newe. In 1989 behaalde Bonprix een omzet van één miljoen Duitse mark. Sinds de jaren negentig heeft Bonprix zijn activiteiten internationaal uitgebreid.
In 1997 ging de webshop van Bonprix online en in 2010 overschreed de omzet voor het eerst een miljard euro.
Sinds 2004 is Bonprix ook in Nederland vertegenwoordigd. In 2013 ontving het bedrijf de Loden Leeuw voor een reclamespot.
In 2019 werd een vaste winkel geopend in Hamburg waar klanten via de app hun aankopen konden doen. Door tegenvallende resultaten werd besloten de winkel in 2023 te sluiten.

## Assortiment
Het assortiment van Bonprix omvat kleding, schoenen, accessoires en woonartikelen. De collecties worden intern ontworpen en vervolgens door derden geproduceerd.
De verkoop via internet en mobiele winkels zijn uitgegroeid tot de belangrijkste distributiekanalen van het bedrijf. Het online aandeel in de omzet bedroeg in 2020/21 ongeveer 88%.